# Étrembières
Étrembières – miejscowość i gmina we Francji, w regionie Owernia-Rodan-Alpy, w departamencie Górna Sabaudia.
Według danych na rok 1990 gminę zamieszkiwały 1374 osoby, a gęstość zaludnienia wynosiła 253 osoby/km² (wśród 2880 gmin regionu Rodan-Alpy Étrembières plasuje się na 613. miejscu pod względem liczby ludności, natomiast pod względem powierzchni na miejscu 1483.).